# Kill Bill: Volumul 1
Kill Bill: Volumul 1 (în engleză Kill Bill: Volume 1 este un film thriller de acțiune din 2003, scris și regizat de Quentin Tarantino. El este primul din cele două volume care au fost difuzate la cinematografe la câteva luni unul de celălalt, al doilea volum fiind Kill Bill: Volumul 2.
Kill Bill a fost programat inițial pentru o singură difuzare la cinematografe, dar ca urmare a faptului că avea o durată de peste patru ore, a fost împărțit în două volume. Kill Bill: Volumul 1 a fost difuzat la sfârșitul anului 2003, iar Kill Bill: Volumul 2 a fost difuzat la începutul anului 2004 - deși cele două filme sunt denumite în mod frecvent "Kill Bill."
Volumele urmăresc un personaj identificat inițial ca "Mireasa", Beatrix Kiddo, o fostă membră a unei echipe de asasine care caută să se răzbune pe fostele sale colege care i-au masacrat pe participanții la nunta sa și au încercat să o ucidă și pe ea. Filmul este menționat adesea pentru eleganța sa regizorală și omagiul adus mai multor genuri de filme ca filmele cu arte marțiale de la Hong Kong, filmele chanbara japoneze, western-urile spaghetti italiene și filme cu răzbunare.

## Subiect
Filmul începe cu un intertitlu în care se află un citat din Sun Tzu: "Răzbunarea este un fel de mâncare servit cel mai bine la rece" (deși citatul este trecut pe ecran ca fiind un "proverb klingonian vechi"). O femeie însărcinată pe nume Beatrix Kiddo (Uma Thurman), cunoscută ca "Mireasa", zace grav rănită la nunta ei, spunându-i unui nevăzut Bill (David Carradine) că ea îi poartă copilul, după care el o împușcă în cap. Ea a supraviețuit în mod miraculos deși a fost împușcată în cap, dar a rămas în comă timp de patru ani.
Intercalat, filmul prezintă a doua răzbunare a lui Kiddo de după ieșirea ei din comă. Kiddo o găsește pe Vernita Green (Vivica A. Fox) acasă și se luptă cu ea, dar ele se opresc după venirea de la școală a lui Nikki, fiica Vernitei. Este dezvăluit faptul că ambele femei sunt foste membre ale Deadly Viper Assassination Squad, asasine de elită angajate de Bill. Bill a ordonat atacul asupra lui Kiddo din răzbunare pentru decizia ei de a-l părăsi pe Bill și de a se căsători în secret. În timpul discuției din bucătărie a celor două femei, Vernita încearcă să o omoare pe Kiddo cu un revolver ascuns într-o cutie de cereale pentru copii. Kiddo scapă și-i aruncă Vernitei un cuțit în piept, ucigând-o instantaneu. Atunci când Kiddo o vede pe Nikki în pragul ușii, ea îi oferă o șansă de răzbunare lui Nikki după ce aceasta ajunge adultă, apoi pleacă. Kiddo taie apoi numele Vernitei de pe o listă; numele de "O-Ren Ishii" era deja tăiat.
Revenind la momentul în care Mireasa se afla în comă, o alt membră a Viperelor Mortale, Elle Driver (Daryl Hannah), cu un singur ochi, intră în camera de spital unde se afla Kiddo și-i pregătește o injecție letală, dar este întreruptă de Bill care-i dă un telefon care-i spune că vor lua măsuri doar dacă ea se trezește. Patru ani mai târziu, Kiddo se trezește și este îngrozită să afle că nu mai este gravidă, presupunând că copilul este mort. Între timp, ea află că un angajat corupt al spitalului pe nume Buck a violat-o când se afla în comă, oferind acces și prietenilor săi pentru o sumă de bani. Kiddo îl omoară pe prietenul lui Buck și apoi îl ucide pe Buck zdrobindu-i în mod repetat capul între ușă și canatul său, apoi fură camioneta lui Buck. Ea jură răzbunare și-și alege prima țintă: O-Ren Ishii (Lucy Liu), care devenise între timp liderul Yakuza din Tokyo (mafia japoneză).
Odată recuperată din punct de vedere fizic, Kiddo călătorește în Okinawa pentru a obține o sabie de la legendarul fabricant de săbii Hattori Hanzō (Sonny Chiba), care încetase să confecționeze arme și jurase să nu mai facă niciodată o sabie. După ce a aflat că obiectivul ei este fostul său elev, Bill, el este de acord să-i confecționeze cea mai bună sabie. Kiddo o găsește pe O-Ren, la un club de noapte din Tokyo, o provoacă la luptă și-i taie brațul lui Sofie Fatale (Julie Dreyfus), asistenta lui O-Ren și o protejată a lui Bill. Ea se luptă apoi cu armata Yakuza a lui O-Ren, inclusiv cu echipa de elită "Crazy 88" și cu garda personală de corp a lui O-Ren, sadica Gogo Yubari (Chiaki Kuriyama), în vârstă de 17 ani, înainte de a se duela cu O-Ren într-o grădină japoneză și a o ucide. Ea o torturează în final pe Sofie pentru ca aceasta să-i dezvăluie informații relevante despre Bill; ea o lasă în viață pe Sofie pentru ca aceasta să-i spună lui Bill că Kiddo vine să-l omoare și pe el. Filmul se încheie cu Bill vorbind cu deformata Sofie și întrebând-o dacă Kiddo știe că fiica ei este încă în viață.

## Distribuție
- Uma Thurman - Mireasa ("Mamba neagră"): protagonista, o fostă membră a echipei Deadly Viper Assassination Squad, descrisă ca fiind "cea mai feroce femeie din lume". Ea este principala vizată de fostele sale colege în masacrul de la capelă și intră în comă. Atunci când se trezește, după patru ani, ea începe să se răzbune mortal pe autorii masacrului.
- David Carradine - Bill ("Îmblânzitorul de șerpi"); care nu este văzut niciodată, cu excepția mâinilor, deși vocea lui se aude: fostul lider al Deadly Viper Assassination Squad. El este de asemenea fostul iubit al Miresei și tatăl fiicei sale. Este ținta finală a răzbunării Miresei.
- Lucy Liu - O-Ren Ishii ("Mocasinul de apă"): o fostă membră a Deadly Viper Assassination Squad. Ea devine ulterior "regina lumii interlope din Tokyo". Este prima țintă a răzbunării Miresei.
- Vivica A. Fox - Vernita Green ("Mocasinul arămiu"): o fostă membră a Deadly Viper Assassination Squad. Ea devine mai târziu o femeie casnică sub numele fals de Jeannie Bell. Este a doua țintă a răzbunării Miresei.
- Michael Madsen - Budd ("Crotalul cu corn"): un fost membru al Deadly Viper Assassination Squad și fratele lui Bill. El devine mai târziu, un om care trăiește într-o rulotă. Este a treia țintă a răzbunării Miresei.
- Daryl Hannah - Elle Driver ("Șarpele de munte al Californiei"): o fostă membră a Deadly Viper Assassination Squad. Este a patra țintă a răzbunării Miresei.
- Julie Dreyfus - Sofie Fatale: avocata, cea mai bună prietenă și locotenentul lui O-Ren. Este de asemenea o fostă protejată a lui Bill și a fost prezentă la masacrul de la capelă.
- Sonny Chiba - Hattori Hanzo: considerat cel mai mare fabricant de săbii din toate timpurile. Deși retras de mult timp, el este de acord să confecționeze o sabie pentru Mireasă atunci când ea îi spune ce paraziți vrea să omoare.
- Ambrosia Kelley - Nikki Green, fiica de 4 ani a Vernitei; ea este martor la uciderea mamei sale, iar Mireasa îi oferă o șansă de a se răzbuna atunci când va mai crește, dacă încă "va simți furie".
- Michael Parks - Earl McGraw: polițistul care anchetează masacrul de la capelă.
- James Parks - Edgar McGraw: fiul lui Earl McGraw. Este și el polițist.
- Michael Bowen - Buck: angajat la spitalul unde Mireasa a stat în comă timp de patru ani. El vinde accesul sexual la corpul ei, dar se folosește și el.
- Gordon Liu - Johnny Mo: generalul armatei personale a lui O-Ren; Crazy 88.
- Jun Kunimura - șeful Tanaka: un membru al Yakuza care este nemulțumit atunci când O-Ren preia conducerea; când el ridiculizează naționalitatea lui O-Ren, ea îl decapitează.
- Chiaki Kuriyama - Gogo Yubari: o sadică de 17 ani care este garda personală de corp a lui O-Ren. Arma lui Gogo este un meteor-hammer.
- Sakichi Sato - Charlie Brown: un angajat la House of Blue Leaves care poartă un chimonou similar ca design tricoului purtat de Charlie Brown.

## Premii și nominalizări
Fiecare parte a fost nominalizată la Premiile Globul de Aur. Uma Thurman a primit o nominalizare la Premiul pentru cea mai bună actriță (dramă) în 2004 și 2005 pentru interpretarea sa din Volumul 1 și Volumul 2. David Carradine a primit o nominalizare la premiul pentru cel mai bun actor în rol secundar în 2005 pentru interpretarea mentorului titular din Kill Bill: Volumul 2. Uma Thurman a fost nominalizată în 2004 și la BAFTA pentru cea mai bună actriță pentru interpretarea sa din Kill Bill: Volumul 1. Filmul a fost nominalizat la cinci premii BAFTA la ceremonia de premiere din 2004.
Filmul a fost foarte popular la MTV Movie Awards. La Premiile de Film ale MTV din 2004, Thurman a câștigat Premiul pentru cea mai bună interpretare feminină pentru Volumul 1, Liu a câștigat Premiul pentru cea mai bună răufăcătoare în Volumul 1, iar lupta dintre Mireasă și Gogo Yubari a câștigat premiul pentru cea mai bună luptă. Thurman i-a mulțumit lui Chiaki Kuriyama în discursul său de acceptare. La Premiile de Film ale MTV din 2005, Kill Bill: Volumul 2 a fost nominalizat pentru cel mai bun film, Thurman a fost nominalizată pentru cea mai bună interpretare feminină, iar lupta dintre Mireasă și Elle Driver din Kill Bill: Volumul 2 a câștigat premiul pentru cea mai bună luptă. Thurman a primit și Premiul Saturn pentru cea mai bună actriță în 2003 pentru interpretarea din Volumul 1. Filmul a fost plasat în lista alcătuiră de Empire Magazine a celor mai mari 500 de filme ale tuturor trimpurilor pe locul 325, iar Mireasa a fost clasificată pe locul 66 în lista Empire magazine a celor mai importante 100 de personaje din film. 